# Artur Kolodziejski
Artur Kolodziejski (Grójec, 18 settembre 1979) è un ex cestista polacco naturalizzato tedesco.